# Голубев, Леонид Васильевич
Леони́д Васи́льевич Го́лубев (1912—1989) — советский инженер. Дважды лауреат Сталинской премии третьей степени (1943, 1950).

## Биография

### Происхождение и ранние годы
Отец — Василий Степанович (1881—1941) был родом и деревни Большое Кожино (Белозерский уезд, Новгородская губерния), из в крестьянской семьи. Учился в деревенской школе. Уехал в Петроград, где окончил курсы закройщиков «верхнего мужского платья». Вступил в партию эсеров. Мать — Елизавета Семёновна.
Леонид родился 10 (23 апреля) 1912 года в Санкт-Петербурге. Был старшим сыном в семье. Младший — Александр, род. 22 ноября 1913 года.
В январе 1918 года (после 3-го съезда Советов) отец, Василий Степанович, вошёл в состав ВЦИК Советов рабочих, солдатских, крестьянских и казачьих депутатов 3-го созыва (входил во фракцию левых эсеров). Мать поступила на работу в секретариат ЦИКа — работала машинисткой у В. И. Ленина.
В начале марта 1918 года Советское правительство переезжает из Петрограда в Москву. Вслед за правительством в Москву переезжает и семья Голубевых.
Местом работы высших органов власти государства стал Московский Кремль. Леонид учился в школе для детей сотрудников ВЦИКа, который располагался в Арсенале Московского Кремля, поскольку его мать работала в секретариате.

### Карьера
В 1936 году окончил электро-тяговый факультет Московского энергетического института.
В 1936 году при разделении Наркомата оборонной промышленности ВГИТИС был переведён в ведение НКССП СССР, в котором ему было присвоено наименование «Научно-исследовательский институт № 10» (НИИ-10, НИИ «Альтаир»). Предприятие располагалось в Москве на Центральном проезде д. 3 Дангауэровского городка.
В 1938 году окончил одногодичные курсы орудийных техников. В октябре 1938 года был
В апреле 1941 года женился, тогда же у него родилась старшая дочь. С началом войны с Германией в июне 1941 года был переведён на казарменное положение, продолжал работать в Москве. Осенью 1941 года умер отец, Василий Голубев. В конце года жена и ребёнок были отправлены в эвакуацию в Уфу.

### В годы войны
С началом войны с Германией летом 1941 года планы института были срочно пересмотрены. Были сняты все работы с большим циклом разработки. Инженерами Научно-исследовательского института № 10 А. П. Морозовым, В. П. Соломенцевым, Л. В. Голубевым, В. В. Романовым и Ф. Н. Черных срочно завершается, начатая ещё в 1939 году разработка векторно-электрического прибора управления артиллерийским зенитным огнём (ВЭПУАЗО). Этот прибор имел большие преимущества перед существовавшим тогда прибором ПУАЗО, так как давал все необходимые упреждённые координаты для наводки орудий и обслуживался меньшим боевым расчётом. Прибор был выпущен в начале 1942 года и 16 октября 1942 года установлен на четырёхорудийной батарее у железнодорожного моста через реку Оку у Голутвина. Им управляли разработчики Л. В. Голубев и В. А. Соломенцев. В течение двух лет батарея успешно отражала налёты авиации люфтваффе и благодаря исключительно точной стрельбе самолёты противника сбивались и не допускались в район моста.
В марте 1943 году Совет народных комиссаров СССР назвал лауреатов Сталинской премии за выдающиеся изобретения и коренные усовершенствования методов производственной работы за 1942 год. В опубликованном в газете «Известия» 23 марта 1943 года списке был и Леонид Голубев — в группе из 5 инженеров, которые получили премию третьей степени за создание нового прибора управления артиллерийским зенитным огнём.
К концу 1943 году НИИ № 10 полностью восстановил свою деятельность, успешно выполнял большой объём правительственных заказов для фронта. Группа инженеров Л. В. Голубев, В. А. Соломенцев, Л. И. Кошелев, М. И. Зайцев, А. П. Морозов и другие срочно разработали новый вариант векторно-электрического прибора управления артиллерийским зенитным огнём (ВЭПУАЗО-2), который должен был работать сопряжено с только что появившимися наземными радиолокационными станциями «Пегматит». С помощью этих приборов, первая партия которых вышла в начале 1944 года, зенитные батареи успешно отбивали налеты авиации люфтваффе.

### Послевоенные годы
Умер 1 ноября 1989 года. Похоронен в Москве на Ваганьковском кладбище.

## Награды и премии
- Сталинская премия третьей степени (1943) — за создание нового прибора управления артиллерийским зенитным огнём[5]
- Сталинская премия третьей степени (1950) — за работу в области военной техники (ВЭПУАЗО-2)